# Юйцзюлюй Денчжу
Юйцзюлюй Денчжу (кит.: 郁久閭登注; д/н — 553) — східний жужанський каган у 553 році.

## Життєпис
Онук кагана Нагая, ім'я батька невідоме. Відомості про нього обмежені. Після поразки і смерті 552 року кагана Анагуя від тюрок разом з молодшим сином Канті втекли до держави Північна Ці. В цей час новим каганом став його старший син Тєфа. Після загибелі останнього у лютому 553 року відправлений північноціським імператором Ґао Яном до жужанів.
Продовжив боротьбу з тюрками, але через декілька місяців був вбитий власним радником Афуті. Владу захопив його син Канті.